# Cmentarz wojenny w Wytycznie

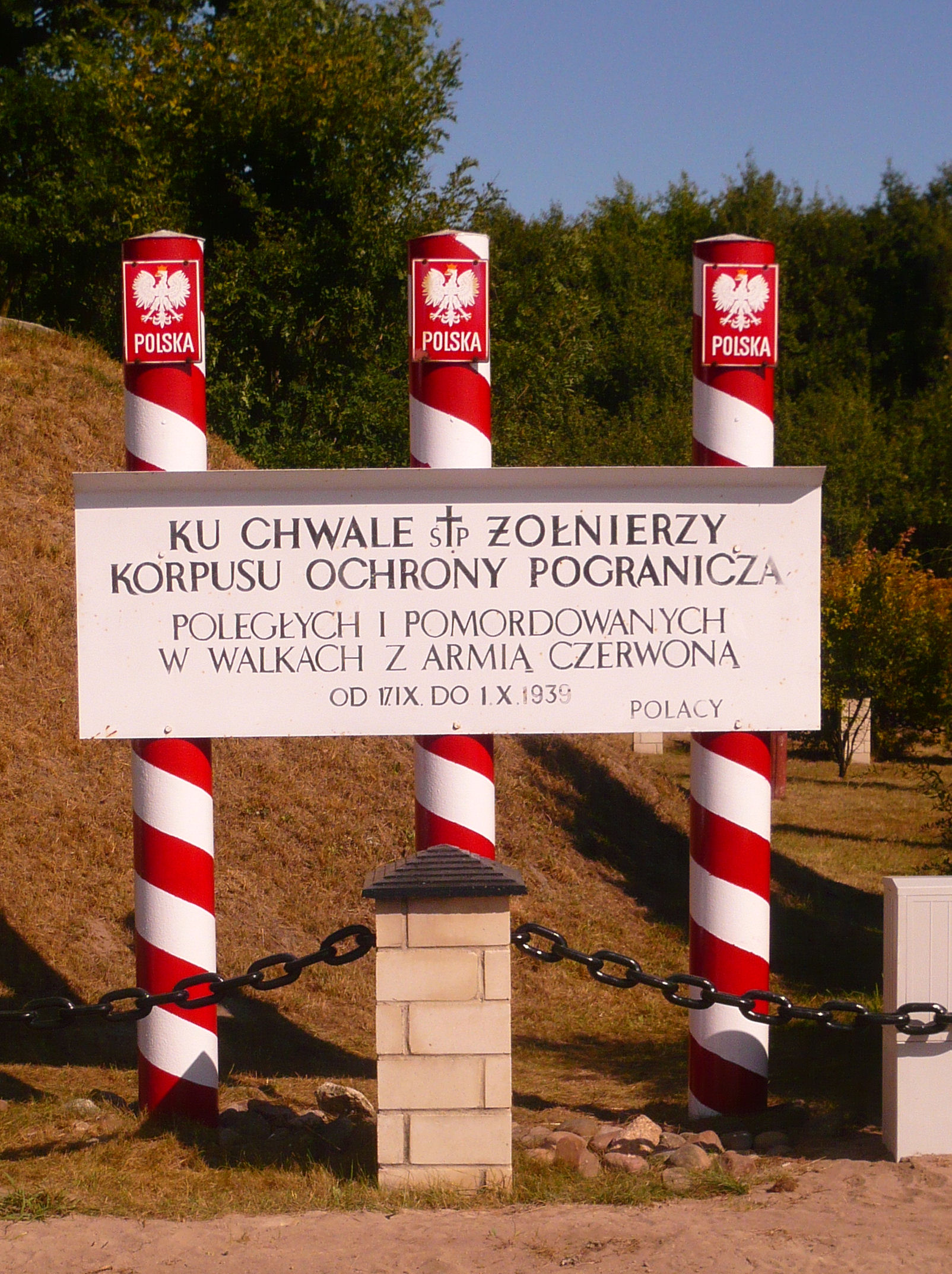
Pomnik KOP w Wytycznie tablica pamiątkowa

Cmentarz wojenny w Wytycznie – cmentarz z okresu II wojny światowej znajdujący się w Wytycznie, w gminie Urszulin, w powiecie włodawskim. Cmentarz usytuowany przy drodze lokalnej Wytyczno – Wólka Wytycka.
Na cmentarzu znajduje się symboliczny grób żołnierzy Korpusu Ochrony Pogranicza poległych w czasie bitwy pod Wytycznem stoczonej 1 października 1939 roku pomiędzy jednostkami KOP dowodzonymi przez generała Wilhelma Orlik-Rückemann, a Armią Czerwoną. Ciała żołnierzy spoczywają głównie na cmentarzu we Włodawie. 
Obok cmentarza znajduje się pomnik bitwy pod Wytycznem. Na ponad dwumetrowym kopcu usypanym z ziemi znajduje się metalowy krzyż z orłem w koronie, maszt flagowy oraz tablica z napisem Wytyczno, Kozielsk, Starobielsk, Ostaszków, Katyń.
Co roku pod koniec września pod pomnikiem odbywają się uroczystości upamiętniające bitwę z udziałem władz państwowych oraz wojska. W 2014 roku z okazji 75 rocznicy bitwy pomnik został gruntownie odnowiony, z kopca zniknęły schody, a zamiast tego pojawiły się tablice ze słowami m.in. Jana Pawła II. Wybudowany został plac z tablicami informacyjnymi opisującymi przebieg bitwy oraz reprodukcją mapy naszkicowanej przez generała Ruckemana. 